# Meuse (departement)
Meuse ( fransk udtale ?) er et fransk departement i regionen Lorraine. Hovedbyen er Bar-le-Duc, og departementet har 192.198 indbyggere (1999).
Der er 3 arrondissementer, 17 kantoner og 501 kommuner i Meuse.